# Windows Server 2012
Windows Server 2012 (WS2012, codenaam Windows Server 8) is een server-versie van Windows ontwikkeld door Microsoft. Het is de serverversie van Windows 8 en de opvolger van Windows Server 2008 R2. Zoals alle voorgangers introduceert de server nieuwe functies of verbeteringen op bestaande functies. De meest opmerkelijke verandering is de nieuwe gebruikersinterface. Windows Server 8 zal de eerste Windows-server zijn die geen ondersteuning meer biedt voor Itanium-gebaseerde computers sinds Windows NT 4.0. Op 9 september 2011 werd er een "developer preview" (een prebètaversie) vrijgegeven voor MSDN-gebruikers. Op 31 mei 2012 gaf Microsoft een release candidate (Build 6.2.8400) uit. 4 september is de releaseversie vrijgegeven. De opvolger van Windows Server 2012 is Windows Server 2016.

## Builds

### Milestone 3
Een Milestone 3 build (6.2.7959.0) is gelekt op verschillende filesharing-sites.
Er is een nieuwe vensterstijl aanwezig maar verder niet veel nieuws. De developer preview is uitgegeven op 9 september 2011 net als de Windows 8-developer-preview maar deze was enkel beschikbaar voor de MSDN-gebruikers.

### Build?
Op 3 januari 2012 werden er zogezegd screenshots van de build, die de bètaversie van Windows Server 2012 zou moeten zijn, gelekt. Later bleek het toch niet om de bètaversie te gaan. In deze build is de nieuwe gebruikersinterface aanwezig.

### Build 8180
Build 8180 lekte op 13 januari 2012 en bevatte enkele herzieningen voor Server Manager interface en Storage Spaces.

### Bèta
De bètaversie werd vrijgegeven met de Windows 8 Consumer Preview op 29 februari 2012.

## Functies
Windows Server 2012 bevat enkele nieuwe en aangepaste functies.

### Gebruikersinterface
De Server Manager is opnieuw ontworpen met nadruk op het versoepelen van het gebruiken van meerdere servers. Het besturingssysteem maakt, zoals Windows 8, gebruik van de Metro-UI wanneer het niet geïnstalleerd wordt in de Server Core-mode.
In deze versie heeft Windows PowerShell meer dan 2300 commandlets (cmdlets), in Windows Server 2008 R2 was dit slechts 200. Er is ook auto-aanvulling.

### Taakbeheer
Windows 8 en Windows Server 2012 bevatten de nieuwe versie van Windows Taakbeheer samen met de oude versie. In de nieuwe versie zijn de tabs standaard verborgen, waarbij er programma's worden weergegeven. In het nieuwe Proces-tabblad worden de processen weergeven in verschillende gele tinten. Hoe donkerder de tint, hoe zwaarder de bronnen worden gebruikt. Ook worden de programmanaam, -status, CPU-gebruik, totaal CPU-gebruik, geheugen, hardeschijfgegevens en netwerkbronnen weergegeven.

### Installatieopties
In tegenstelling tot zijn voorganger kan Windows Server 2012 schakelen tussen Server Core en GUI zonder herinstalleren. Er is ook een nieuwe derde installatieoptie waarbij enkel MMC en Server Manager kunnen gestart worden. Zelfs Windows Explorer en de klassieke onderdelen van een normale GUI-installatie zijn niet benaderbaar.

## Hardware
Microsoft heeft de maximaal niet ondersteunende hardwaregegevens voor Windows Server 2012 vrijgegeven op de BUILD-conferentie.
| Logical processors     | 640 (was 256 bij Windows Server 2008 R2)   |
| Random-access memory   | 4 TB (was 2 TB bij Windows Server 2008 R2) |
| Failover cluster nodes | 63 (was 16 bij Windows Server 2008 R2)     |

## Systeemvereisten
Microsoft heeft vermeld dat Windows Server 2012 32 bit-processoren (IA-32)- en Itanium-processoren (IA-64) niet zal ondersteunen.
| Architectuur                 | x86-64 (64 bit)                           |
| Processor                    | 1,4 GHz                                   |
| Memory (RAM)                 | 512 MB                                    |
| vrije ruimte op Harde schijf | 32 GB (meer als er meer dan 16 GB RAM is) |

## Upgrademogelijkheden
| Van versie:                                                               | Naar versie:                                                   |
| Windows Server 2008 Standard met SP2 of Windows Server Enterprise met SP2 | Windows Server 2012 Standard of Windows Server 2012 Datacenter |
| Windows Web Server 2008                                                   | Windows Server 2012 Standard                                   |
| Windows Server 2008 Datacenter SP2                                        | Windows Server 2012 Datacenter                                 |
| Windows Server 2008 R2 Datacenter met SP1                                 | Windows Server 2012 Datacenter                                 |
| Windows Web Server 2008 R2                                                | Windows Server 2012 Standard                                   |